# 醫界風雲
《醫界風雲》（直譯：哈囉黑傑克），由日本漫畫家佐藤秀峰所作、長屋憲擔任醫學編審的日本漫畫作品。主要描述一個實習醫生在日本的大學醫院的醫療現場的現況。2003年改編為電視劇於TBS播出。原名源自手塚治虫的知名作品《怪醫黑傑克》，有向手塚致敬的意思，但內容並無直接關係。

## 概要
本作於2002年在講談社的《Morning》開始連載，並於同年起出版單行本，獲得當年第6屆日本新媒體動漫藝術節漫畫部門優秀賞。2007年起改名為《新醫界風雲》轉移到小學館的《Big Comic Spirits》雜誌連載，於2010年連載完畢。
2010年，出版《新醫界風雲》單行本的最後一集（第9集）前，由於原作者與出版社發生糾紛，因此原作者拒絕為第9集繪製封面，導致第9集封面除了書名外，一片空白。
2012年8月，佐藤秀峰在他的Twitter上宣布，從2012年9月15日起，允许任何人任意使用该部漫画作品（包括商业性或非商业性的改变作品），以寻求新的盈利模式 。

## 登場人物
齊藤英二郎
名門的永禄大學畢業的實習醫生。5人兄弟中的老二、父親是中学的英語教師。
皆川由紀子（皆川泰子）
新生兒深切治療部（NICU）的護士。

## 出版書籍
括號為日本連載日期。
《醫界風雲》(1)【第一外科編】（2002年6月）
《醫界風雲》(2)【心臟內科編】（2002年6月）
《醫界風雲》(3)～(4)【BABYーER編】（早產兒+小兒外科）（2002年10月～2003年1月）
《醫界風雲》(5)～(8)【癌症醫療編】（2003年4月～2004年2月）
《醫界風雲》(9)～(13)【精神科編】（2004年7月～2006年1月）
《新醫界風雲》(1)～(9) 【器官移植編】（2007年2月～2010年10月）於小學館連載（即為第二部）
2013年，正體中文版書名改譯為《住院醫生PGY》並由原動力文化重新出版，並邀請王健宇醫師參與審譯，避免譯者因不熟稔醫學專有名詞而錯譯。（第二部譯名即為《住院醫生PGYⅡ》）
| 卷數 | 講談社         | 講談社             | 尖端出版社     | 尖端出版社           | 原動力文化     | 原動力文化         |
| 卷數 | 發售日期       | ISBN               | 發售日期       | EAN                  | 發售日期       | ISBN               |
| ---- | -------------- | ------------------ | -------------- | -------------------- | -------------- | ------------------ |
| 1    | 2002年6月19日  | ISBN 4-06-328825-0 | 2003年3月25日  | EAN 471-0614-36102-7 | 2013年7月24日  | ISBN 9789866081163 |
| 2    | 2002年6月19日  | ISBN 4-06-328826-9 | 2003年4月24日  | EAN 471-0614-36148-5 | 2013年7月24日  | ISBN 9789866081170 |
| 3    | 2002年10月21日 | ISBN 4-06-328849-8 | 2003年5月23日  | EAN 471-0614-36195-9 | 2013年8月15日  | ISBN 9789866081194 |
| 4    | 2003年1月20日  | ISBN 4-06-328862-5 | 2003年7月22日  | EAN 471-0614-36235-2 | 2013年9月18日  | ISBN 9789866081217 |
| 5    | 2003年4月17日  | ISBN 4-06-328884-6 | 2003年8月25日  | EAN 471-0614-36292-5 | 2013年10月16日 | ISBN 9789866081224 |
| 6    | 2003年7月23日  | ISBN 4-06-328893-5 | 2003年10月21日 | EAN 471-0614-36409-7 | 2013年11月13日 | ISBN 9789866081231 |
| 7    | 2003年11月19日 | ISBN 4-06-328917-6 | 2004年1月16日  | EAN 471-0614-36410-3 | 2014年1月2日   | ISBN 9789866081262 |
| 8    | 2004年2月23日  | ISBN 4-06-328936-2 | 2004年4月23日  | EAN 471-0614-36411-0 | 2014年2月7日   | ISBN 9789866081293 |
| 9    | 2004年7月23日  | ISBN 4-06-328971-0 | 2004年11月5日  | EAN 471-0614-37062-3 | 2014年4月2日   | ISBN 9789866081309 |
| 10   | 2004年10月22日 | ISBN 4-06-328989-3 | 2005年1月12日  | EAN 471-0614-37307-5 | 2014年5月7日   | ISBN 9789866081354 |
| 11   | 2005年4月22日  | ISBN 4-06-372411-5 | 2005年7月19日  | EAN 471-0614-37750-9 | 2014年6月4日   | ISBN 9789866081361 |
| 12   | 2005年9月21日  | ISBN 4-06-372465-4 | 2006年3月18日  | EAN 471-7702-20130-2 | 2014年7月9日   | ISBN 9789866081378 |
| 13   | 2006年1月23日  | ISBN 4-06-372488-3 | 2006年9月19日  | EAN 471-7702-20312-2 | 2014年8月7日   | ISBN 9789866081385 |

| 卷數 | 小學館         | 小學館                 | 原動力文化     | 原動力文化            |
| 卷數 | 發售日期       | ISBN                   | 發售日期       | ISBN                  |
| ---- | -------------- | ---------------------- | -------------- | --------------------- |
| 1    | 2007年2月28日  | ISBN 978-4-09-181189-9 | 2014年10月22日 | ISBN 978-986-608141-5 |
| 2    | 2007年7月30日  | ISBN 978-4-09-181477-7 | 2014年11月26日 | ISBN 978-986-608142-2 |
| 3    | 2007年12月26日 | ISBN 978-4-09-181817-1 | 2014年12月31日 | ISBN 978-986-608143-9 |
| 4    | 2008年5月30日  | ISBN 978-4-09-182078-5 | 2015年3月25日  | ISBN 978-986-608145-3 |
| 5    | 2008年10月30日 | ISBN 978-4-09-182295-6 | 2015年4月29日  | ISBN 978-986-608146-0 |
| 6    | 2009年5月29日  | ISBN 978-4-09-182553-7 | 2015年6月17日  | ISBN 978-986-608147-7 |
| 7    | 2009年10月30日 | ISBN 978-4-09-182700-5 | 2015年7月29日  | ISBN 978-986-608152-1 |
| 8    | 2010年4月28日  | ISBN 978-4-09-183117-0 | 2015年9月9日   | ISBN 978-986-608153-8 |
| 9    | 2010年9月30日  | ISBN 978-4-09-183469-0 | 2015年10月21日 | ISBN 978-986-608154-5 |

### 相關書籍
公式導讀
- 2003年4月22日發售、ISBN 4-06-334717-6（講談社）

## 電視劇
《帥哥醫生》於2003年4月11日起自TBS週五連續劇上播出的電視劇。
主要講述實習醫生齊藤英二郎在醫院各部門實習的過程中，勇敢面對各種不合理醫療制度，逐漸成長的故事。本劇是妻夫木聰初次擔綱主演，奪得2003年第37回日劇學院賞包括「最佳作品」與「最佳男主角」在內的六項大獎。

### 劇情大綱
資優生齊藤英二郎（妻夫木聰 飾）在名門大學永祿大學醫學部結束六年學業後，和出久根邦彌（加藤浩次 飾）進入永大醫院實習。但是實習醫生的真實情況卻是被當作雜工來使喚，平均每天工作16小時以上，月薪僅有三萬八千日圓！為賺取生活費，英二郎不得不在下班后去其他醫院兼職。在誠同醫院的一次兼職夜班中，英二郎因失職差點使患者喪命，當日值班的護士赤城香織（鈴木京香 飾）也因越職搶救病患而離職。
「醫生，到底是什麼？」帶著這個疑問，英二郎開始了第一外科、第二内科、新生兒加護病房和小兒科等各科的實習。 

### 主要演員
- 斉藤 英二郎 - 妻夫木聰
- 赤城 香織 - 鈴木京香
- 出久根 邦彌 - 加藤浩次
- 宗形 正臣 - 松尾政寿
- 服部 院長 - 緒形拳
- 牛田 克雄 - 杉本哲太

第一外科
- 白鳥 貴久 - 三浦友和
- 春日部 一郎 - 伊東四朗
- 椿 理沙子 - 绫濑遥

第二內科
- 久米 憲一 - 甲本雅裕
- 宮村 和男 - 勝石松
- 藤井 義也 - 石橋凌
- 北 三郎 - 原田芳雄

新生兒加護病房
- 高砂 春夫 - 笑福亭鶴瓶
- 皆川 泰子 - 国仲涼子
- 田辺 秀勝 - 吉田榮作
- 田辺 佳子 - 横山惠

小兒科
- 安富 良之 - 鹿賀丈史

日本新年特別篇（ブラックジャックによろしく 〜涙のがん病棟編〜 （页面存档备份，存于）)
- 高砂 春夫 - 笑福亭鶴瓶
- 皆川 泰子 - 国仲涼子
- 内海 まどか - 伊東美咲
- 児玉 典子 - 藤谷美紀
- 辻本 正志 - 梨本謙次郎
- 庄司 直樹 - 阿部寛
- 宇佐美 孝志 - 石橋貴明

### 製作團隊
- 腳本：後藤法子
- 製作人：伊與田英德、貴島誠一郎
- 導演：平野俊一、三城真一、山室大輔
- 配樂：長谷部徹
- 制作：TBS電視公司
- 主題曲：平井堅 《LIFE is…～another story～》

### 各集列表
| 集數                                                             | 標題 | 播出日期 | 收視率 |
| ---------------------------------------------------------------- | ---- | -------- | ------ |
| 1                                                                |      | 4月11日  | 15.4%  |
| 2                                                                |      | 4月18日  | 15.7%  |
| 3                                                                |      | 4月25日  | 14.6%  |
| 4                                                                |      | 5月2日   | 12.1%  |
| 5                                                                |      | 5月9日   | 13.6%  |
| 6                                                                |      | 5月16日  | 12.6%  |
| 7                                                                |      | 5月23日  | 14.3%  |
| 8                                                                |      | 5月30日  | 14.4%  |
| 9                                                                |      | 6月6日   | 12.6%  |
| 10                                                               |      | 6月13日  | 16.0%  |
| 最終回                                                           |      | 6月20日  | 14.3%  |
| 平均收視率14.2% （資料取自Video Research調查關東地區的統計結果） |      |          |        |

| 日本 東京廣播公司系列 週五晚間10時 | 日本 東京廣播公司系列 週五晚間10時  | 日本 東京廣播公司系列 週五晚間10時 |
| ---------------------------------- | ----------------------------------- | ---------------------------------- |
|                                    | 帥哥醫生 （2003.4.11 - 2003.6.20）  |                                    |
| 高校教師 （2003.1.10 - 2003.3.21） | Stand UP!! （2003.7.4 - 2003.9.12） |                                    |

### 得獎記錄
- 「第37回 日劇學院賞 2003-08-08 」最佳作品
- 「第37回 日劇學院賞 2003-08-08 」最佳男主角：妻夫木聰
- 「第37回 日劇學院賞 2003-08-08 」最佳主題曲：平井堅《LIFE is…～another story～》
- 「第37回 日劇學院賞 2003-08-08 」最佳導演：平野俊一、三城真一、山室大輔
- 「第37回 日劇學院賞 2003-08-08 」最佳配樂：長谷部徹
- 「第37回 日劇學院賞 2003-08-08 」最佳片頭

## 外部連結
- （日語）
- （日語）
- （日語）
- 日文版漫畫第1～13冊（無料配信中） （页面存档备份，存于）（日語）
- 台灣TVBS官網 （页面存档备份，存于）